# حركة الشباب والديمقراطية
حركة الشباب والديمقراطية هي حزب سياسي ثانوي في الجزائر. في انتخابات الجمعية الوطنية الشعبية التي جرت في 17 مايو 2007، فاز الحزب بـ2.31٪ من الأصوات و5 مقاعد من 389 مقعدا. 